# Arrondissement Marmande
Marmande is een arrondissement van het Franse departement Lot-et-Garonne in de regio Nouvelle-Aquitaine. De onderprefectuur is Marmande.

## Kantons
Het arrondissement was tot 2014 samengesteld uit de volgende kantons:
- Kanton Bouglon
- Kanton Castelmoron-sur-Lot
- Kanton Duras
- Kanton Lauzun
- Kanton Marmande-Est
- Kanton Marmande-Ouest
- Kanton Le Mas-d'Agenais
- Kanton Meilhan-sur-Garonne
- Kanton Seyches
- Kanton Tonneins

Na de herindeling van de kantons bij decreet van 26 februari 2014, met uitwerking op 22 maart 2015, zijn dat :
- Kanton Les Coteaux de Guyenne
- Kanton Les Forêts de Gascogne   ( 16/32 )
- Kanton Marmande-1
- Kanton Marmande-2
- Kanton Tonneins
- Kanton Le Val du Dropt   ( 15/25 )